# Кръсто Талев
Кръсто (Кръсте) Талев е български революционер, деец на Вътрешната македоно-одринска революционна организация.

## Биография
Кръсто Талев е роден в 1885 година в ресенското село Лева река, тогава в Османската империя. Присъединява се към ВМОРО и става четник на Кръстю Лазаров. Замества го за време на Младотурската революция като кумановски войвода. Убит е по-късно от сърби.
| Чета на Кръсто Тачев, 5 юни 1908 година | Чета на Кръсто Тачев, 5 юни 1908 година | Чета на Кръсто Тачев, 5 юни 1908 година | Чета на Кръсто Тачев, 5 юни 1908 година | Чета на Кръсто Тачев, 5 юни 1908 година |
| Номер                                   | Име                                     | Селище                                  | Околия                                  | Забележка                               |
| --------------------------------------- | --------------------------------------- | --------------------------------------- | --------------------------------------- | --------------------------------------- |
| 1.                                      | Кръсто Тачев                            | Льорека                                 | Ресенска                                |                                         |
| 2.                                      | Никола Георгиев                         | Крецово                                 | Кукушка                                 |                                         |
| 3.                                      | Димитър Иванчев                         | Ковачевци                               | Радомирска                              | [ 3 ]                                   |